# الرحلة رقم 5634 التابعة لخطوط لوفتهانزا سيتي لاين
الرحلة رقم 5634 التابعة لخطوط لوفتهانزا سيتي لاين كانت رحلة ركاب مجدولة داخل أوروبا، تُشغّل بطائرة من طراز دي هافيلاند كندا داش 8-311. في 6 يناير 1993، أقلعت الطائرة من مطار بريمن في ألمانيا متجهة إلى مطار باريس شارل ديغول في فرنسا، وعلى متنها 23 شخصًا، بينهم ركاب وأفراد الطاقم. أثناء اقترابها من وجهتها، تعرضت الطائرة لحادث أسفر عن وقوع خسائر بشرية. ويُعد هذا الحادث من الحوادث البارزة التي شملت طائرات إقليمية في أوائل التسعينيات، وقد خضع لتحقيق شامل من قبل سلطات الطيران المعنية.

## الحادث
عندما كانت الرحلة 5634 تقترب من باريس، لامست طائرة من طراز بوينغ 747 تابعة للخطوط الجوية الكورية أحد محركاتها المدرج عند الهبوط، مما دفع مراقبي الحركة الجوية إلى إغلاق المدرج مؤقتًا. أُبلغ طاقم الرحلة 5634 بتغيير مسارهم إلى مدرج آخر. وأثناء الاقتراب النهائي في ظروف من الضباب الكثيف والغيوم، دخلت الطائرة في معدل هبوط حاد واصطدمت بالأرض من الخلف أولًا. انقسمت الطائرة إلى جزئين، دون أن تندلع فيها النيران. أسفر الحادث عن مقتل أربعة ركاب وإصابة تسعة عشر آخرين.

## الطائرة
الطائرة المتورطة في الحادث كانت من طراز دي هافيلاند كندا داش 8-311، تحمل الرقم التسلسلي 210، ومسجلة تحت الرمز D-BEAT. صُنعت الطائرة بواسطة شركة دي هافيلاند كندا في عام 1990، وقد سجلت 5973 ساعة طيران على هيكلها. وكانت مجهزة بمحركين من طراز برات آند ويتني كندا PW123.